# Tommy Haas
Thomas Mario Haas (Hamburgo, Alemania; 3 de abril de 1978) es un extenista profesional alemán, ganador de 15 títulos ATP individuales, y que llegó al puesto número 2 del ranking ATP en mayo de 2002.
Compitió en el circuito profesional desde 1996 convirtiéndolo en el tenista más longevo del tour, cumpliendo en 2017, 22 años como profesional del circuito ATP. Ha obtenido catorce títulos en su carrera; el más destacado de ellos ha sido el Masters de Stuttgart en 2001. Sus otros trece trofeos corresponden a cuatro torneos ATP 500 y nueve de la categoría ATP 250. Además obtuvo la medalla de plata en los Juegos Olímpicos de Sídney 2000, y fue finalista en otro Masters 1000 y en la Copa Grand Slam. Finalizó once temporadas dentro de los cincuenta mejores del ranking, y siete de ellas entre los veinte primeros, a pesar de haber vivido serias lesiones a lo largo de su carrera que interrumpieron su progreso y le hicieron perder casi de cuatro años de actividad (los años 2003, 2010, 2014, y 2016). En torneos de Grand Slam, su mejor actuación fue alcanzar las semifinales y lo hizo en cuatro ocasiones entre 1999 y 2009.
Destacado también por alcanzar el puesto N.º 11 a los 35 años en junio de 2013. Se ubicaba en el puesto N.º 17 del ranking ATP en mayo de 2014 cuando debió retirarse por una lesión que le impidió continuar la temporada. Luego de un breve regreso en 2015, y perderse la temporada 2016 nuevamente por lesión, regresó a la competición en 2017 a los 39 años de edad, anunciando que sería su última temporada.
Se retiró oficialmente del tenis profesional el 5 de marzo de 2018, destacando que el último triunfo de su carrera fue ante Roger Federer en el Torneo de Stuttgart 2017.

## Carrera

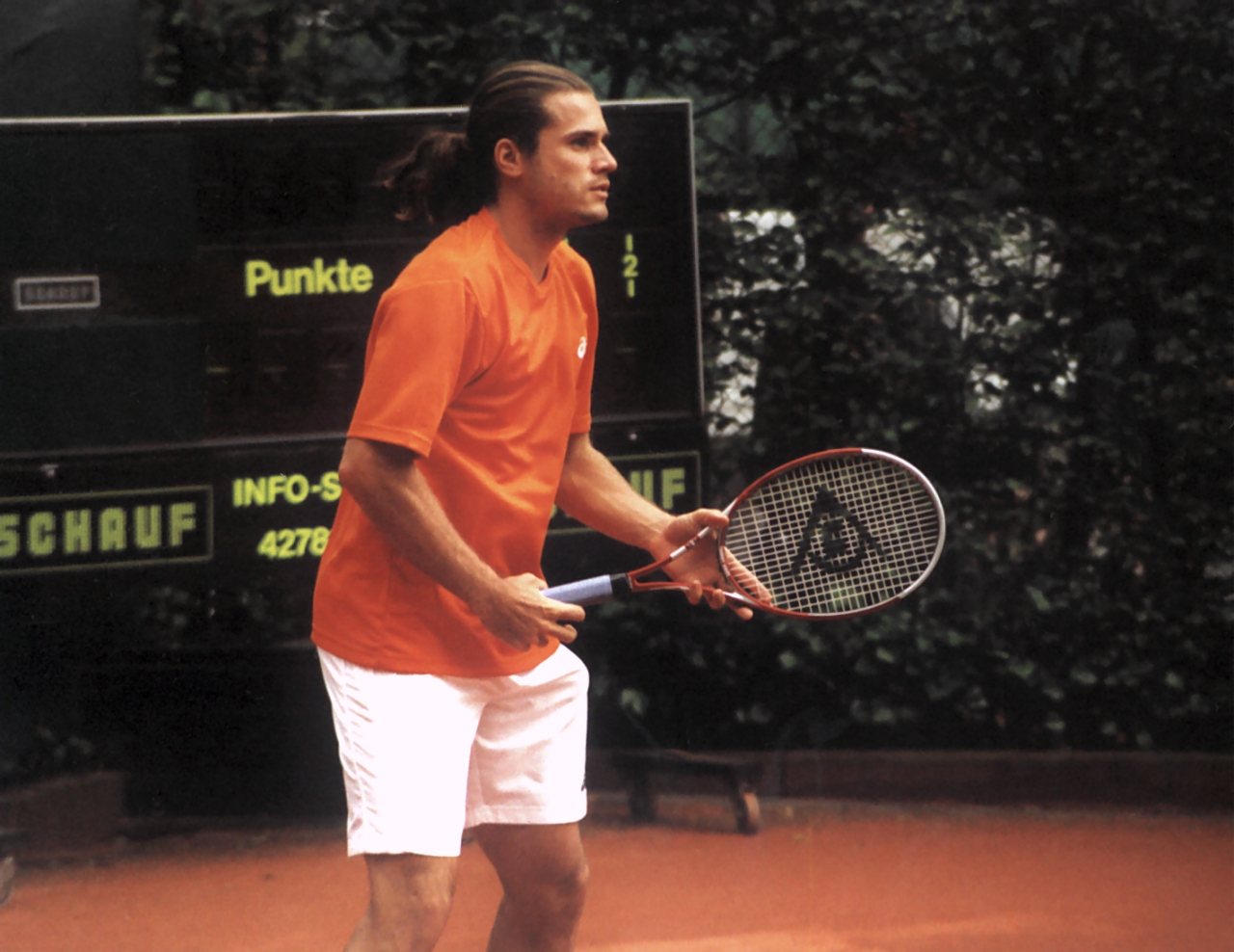
Haas durante un entrenamiento público para la Copa del Mundo por equipos en Düsseldorf, 2005.

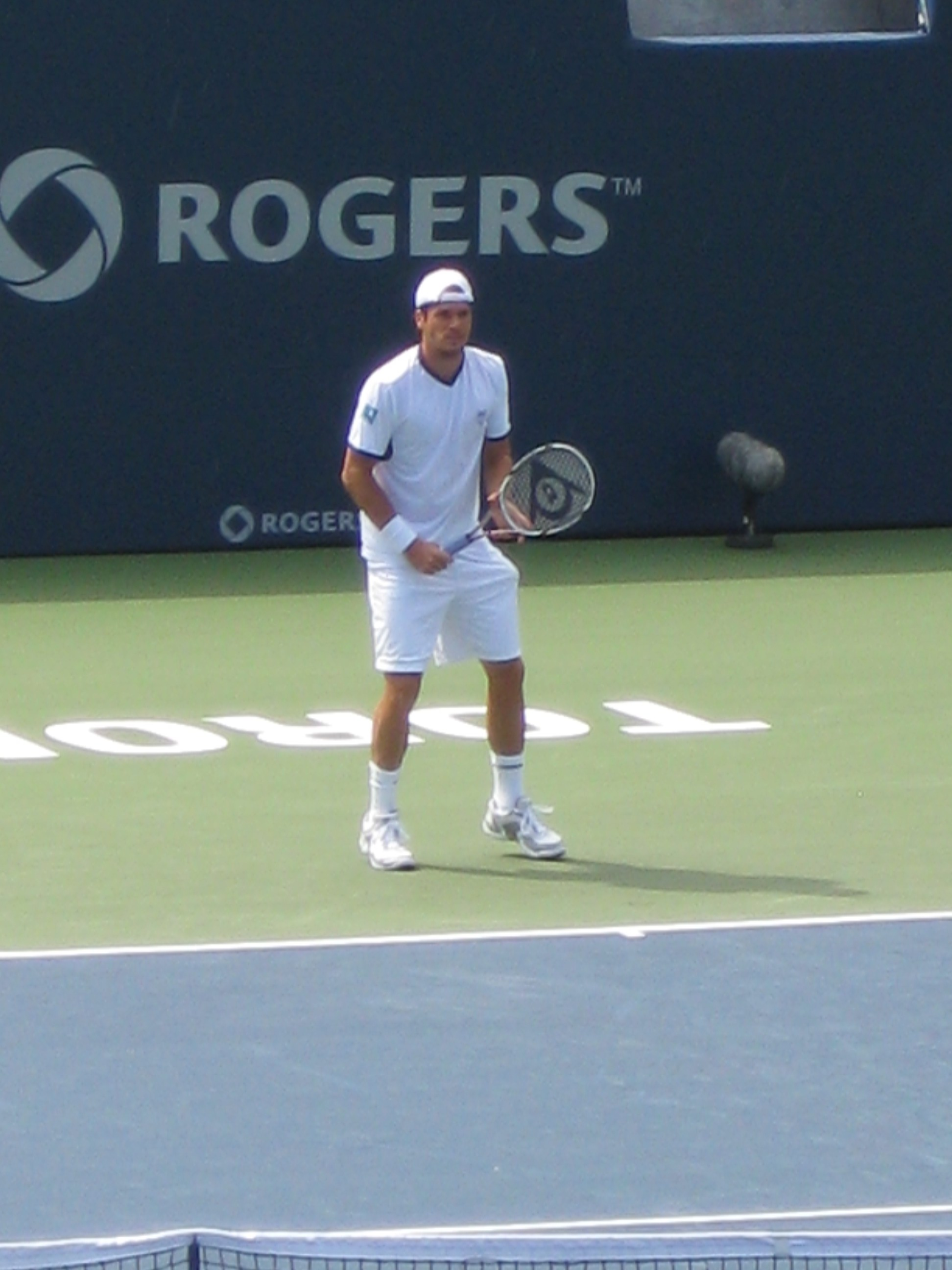
Tommy Haas en un partido contra el jugador español Carlos Moyà, durante el Masters de Canadá 2008.

### Primera Etapa: 1996 - 2003

#### 1996
Comenzó su carrera como profesional el 10 de junio de 1996 con 18 años disputando el Challenger de Weiden en Alemania. En primera ronda derrotó al 152 del mundo Steve Campell 6-1 6-2, en la segunda a Carsten Arriens 4-6 6-0 6-0, ya en cuartos de final acabó con Oliver Gross por parciales de 7-6 6-2 y en semifinales ganó a Emilio Benfele 6-2 6-1. En la final perdió contra Tomas Nydalh 6-2 3-6 y 6-7. Esta gran actuación le aupó al puesto 492 de la ATP.
La semana siguiente disputaría el challenger de Eisenach donde derrotaría de nuevo a Carsten Arriens 0-6 7-5 y 6-1 antes de perder en segunda ronda con Federico Rovai por un doble 2-6. Subió al puesto 444 del ranking.
Más de un mes después volvería a jugar un challenger en Lexington donde derrotaría en primera ronda a Grand Stafford 6-2 3-6 y 6-3 antes de perder con Gouichi Motomura 0-6 6-4 y 2-6. Tras esta semana se situo en el puesto 390.
Su primera aparición a nivel ATP fue en el torneo de Indianápolis donde ganó a Dick Norman en primera ronda por un doble 6-3, para derrotar a dos top-30 en segunda y tercera ronda: primero se deshizo de Renzo Furlan 6-1 y 6-2 y después de Mark Woodforde 7-6 y 6-2. Cayó en cuartos de final ante el en ese momento número 1 del mundo Pete Sampras por parciales de 3-6 y 4-6. Tras esta gran semana ascendió más de 100 puestos en el ranking para situarse como el 237 del mundo.
El primer Grand Slam que jugó fue el US Open. Cayó en primera ronda ante Michael Stich 3-6 6-1 1-6 5-7. Pese a la tempranera derrota siguió su ascensión y se situó como el 219 del mundo.
Jugó de nuevo a nivel ATP en el torneo de Basel donde ganó en primera ronda a Jakob Hlasek 7-6 y 6-3 antes de perder contra Pete Sampras en un gran partido donde consiguió ganarle un set. Perdió 3-6 6-4 4-6. Se situó por primera semana como Top 200
Después jugó el challenger de Austin donde perdió en primera ronda contra Sebastian Lareau 3-6 6-4 4-6
Su último torneo del año fue el challenger de Daytona Beach donde fue subcampeón.
Ganó en primera ronda a Doug Flach 7-5 6-3, en segunda a Grant Stafford 7-5 6-0. En cuartos a Kevin Ullyett 7-5 5-6 6-1. En semis a Cecil Mamiit 6-1 4-6 6-3. En la final perdería contra Andrei Cherkasov 6-7 3-6 5-7
Terminó el año en el puesto 171 del ranking

#### 1997
Comenzó el año perdiendo en primera ronda del torneo de Scottsdale ante Mark Philippoussis 6-2 3-6 4-6.
Su siguiente torneo fue el Masters Series de Miami donde en primera ronda venció a Guy Forget 7-6 7-5 y en segunda a Javier Sánchez 4-6 6-2 6-1. Perdió en tercera ronda ante el número dos Thomas Muster 1-6 2-6.
Después volvió a jugar un challenger, concretamente en Birmingham. Ganó en primera ronda a Mariano Zabaleta 6-1 6-2, en segunda a Mark Knowles 6-3 6-4, en cuartos a Steve Bryan 7-5 4-6 6-3, en semis a Jaime Oncins 4-6 7-6 6-4 por lo que alcanzó su tercera final challeger, final que como las dos anteriores perdió. Cayó ante Johan Van Herck 6-7 4-6 7-6.
Continuó la temporada jugando el Masters de Hamburgo. En este torneo derrotó en 1R a Dominik Hrbaty 7-6 6-2. En segunda ronda consiguió su primera victoria ante un top 10 al ganar a Carlos Moya 6-4 6-1. En tercera ronda ganó a Oliver Gross 5-7 7-5 6-3. En cuartos derrotó a Alberto Berasategui 2-6 6-2 6-3. Perdió en semifinales contra Felix Mantilla 6-4 3-6 4-6. Tras este gran torneo se aupó al top 100 de la clasificación mundial. Concretamente al puesto 82 del ranking.
Seguiría su temporada disputando el masters series de Roma, donde ganó en primera ronda Magnus Gustafsson 3-6 6-4 7-5, antes de perder en segunda ronda contra Carlos Moya 4-6 2-6.
Participó después en el primer torneo en hierba de su carrera en Halle. Allí ganó en primera ronda a Bohdan Ulihrach 6-1 6-2 y perdió en segunda ronda contra Jeff Tarango por un doble 4-6.
Luego jugó en Wimbledon donde derrotó en primera ronda a Cristian Ruud 6-2 6-1 6-2 y perdió en segunda contra Mark Petchey 6-7 4-6 2-6.
Después jugó el torneo de Washington donde en primera ronda tuvo un bye, en segunda ganó a Mark Meklein 6-4, 2-6, 6-3, en tercera a Kenneth Carlsen 6-7 6-4 6-4. Perdió en cuartos de final contra Petr Korda 7-6 4-6 4-6.
Su siguiente torneo fue el Masters Series de Canadá. Allí pasó una ronda derrotando a Daniel Nestor 5-7 6-4 6-4 y perdió en la segunda contra Tomas Enqvist 7-6 4-6 4-6.
También pasaría una ronda en el Masters Series de Cincinnati. allí ganó en primera ronda a Grant Stafford 6-4 4-6 6-4 y cayó en segunda ronda contra Albert Costa 3-6 4-6
Como preparación para el US Open jugó en Indianápolis donde perdió en primera ronda contra Mark Merklein 6-3 1-6 3-6.
En el US Open superó la primera ronda ante Oliver Gross por parciales de 6-3 6-4 2-6 6-4, y la segunda ante Jan Korslak 6-4 6-1 6-2. Perdió en tercera ronda contra Marcelo Ríos 4-6 6-3 3-6 6-1 1-6.
Luego jugó el torneo de Toulouse donde derrotó a Oleg Ogorodov 6-4 6-2, y en segunda a Tomas Nydahl 6-3 6-4 antes de perder en cuartos contra Alex Radulescu 1-6 4-6.
En el torneo de Basel perdió en primera ronda contra Carlos Moyá 4-6 6-3 4-6.
En el de Vienna superó la primera ronda derrotando a Arnaud Boetsch 6-3 6-2 y perdió en segunda contra Karol Kučera 1-6 3-6.
Su siguiente torneo serie el de Lyon donde alcanzaría su primera final a nivel Atp.
Derrotó en primera ronda a Albert Portas 6-1 6-3. En segunda a Julian Alonso 6-2 6-3. En cuartos ganaría a Tomas Enqvist 6-3 6-3. En semifinales ganó a Yevgeny Kafelnikov 4-6 6-4 6-3.
La final la perdió ante Fabrice Santoro 4-6 4-6. 
Su gran actuación en este torneo le sirvió para alcanzar el puesto 43 del ranking.
En sus dos últimos torneos del año perdió en primera ronda:
- En el Masters Series de Stuttgart contra Tim Henman 5-7 6-3 4-6.
- En el torneo de Santiago ante Andrea Gaudenzi 3-6 2-6.
Terminó este año con 22 victorias y 17 derrotas, y situado en el puesto 44 del ranking

### Tercera Etapa: 2011 - 2014
Tras la lesión en Delray Beach en 2010, que le tuvo lejos de las pistas durante 15 meses, volvió a competir en Roland Garros 2011 desde el puesto 896 del ránking ATP. Ese año llegó a tercera ronda en el US Open y a cuartos de final de Viena, donde perdió ante Juan Martín Del Potro, pero que le permitió situarse el 205 del mundo ese año. 

### Cuarta Etapa: 2015 - 2017
El 8 de junio Haas regresa a la competición con una victoria frente a Mijaíl Kukushkin en el Torneo de Stuttgart, y luego perdiendo en segunda ronda. El 29 de junio en Wimbledon 2015 con 37 años y 100 días vence a Dušan Lajović por 6-2 6-3 4-6 6-2. Luego de estas pequeñas victorias Haas pierde en 7 primeras rondas y nuevamente se debe retirar para operarse de una lesión. Sin embargo confirma que volverá a la competición para finalizar su carrera bajo sus propios términos.
Luego de tomarse el año 2016 como recuperación y preparación, Haas vuelve a la competición en la temporada 2017, completando 22 años de trayectoria profesional. 
El 17 de enero de 2017 en el Australian Open retorna al tenis con 38 años y cae ante Benoît Paire por 6-7 4-6 y retiro. Este mismo año juega como invitado en los torneos de Delray Beach y el Miami Masters cayendo en primera en ambos pero recibiendo la admiración y cariño de todo el mundo del tenis.
En el Torneo de Houston 2017 Haas de 39 años, logra su primer triunfo desde Wimbledon 2015, derrotando a Reilly Opelka, rival 20 años menor que él. Este hito significó transformarse en el tenista de mayor edad en lograr un triunfo en el circuito ATP desde que Jimmy Connors lo lograra con 42 años en 1995.
En el Torneo de Stuttgart logra derrotar a Roger Federer (no. 5) en su regreso luego de haberse saltado la temporada de polvo de ladrillo. Con esto logra un triunfo sobre Federer 18 años después de derrotarlo por primera vez en Sídney 2000. Sería la última victoria en la carrera de Haas, ya que luego de este torneo vendrían 4 derrotas consecutivas en primera ronda y el fin de su última temporada.

## Vida personal
Se casó con la modelo y actriz Sara Foster, hija del productor David Foster, en 2010. En noviembre de 2010 Haas anunció que la pareja le había dado la bienvenida a su primera hija. Su segunda hija nació en noviembre de 2015. En 2024 anunciaron su separación.